# Пјетралба (Салерно)
Пјетралба је насеље у Италији у округу Салерно, региону Кампанија.
Према процени из 2011. у насељу је живело 1 становника. Насеље се налази на надморској висини од 88 м.